# Tranemo
Tranemo er et byområde i Tranemo kommun i Västra Götalands län i Sverige. I 2010 var indbyggertallet 3.168.